# Френк Замбони
Френк Замбони (енгл. Frank Zamboni; Јурика, 16. јануар 1901 — Парамаунт, 27. јул 1988) је био амерички проналазач италијанског порекла. Најпознатији је по томе што је измислио модерну машину за чишћење леда.
Рођен је у граду Јурика у Јути, САД у породици италијанских имиграната.